# Bettye Danoff
Bettye Danoff née Mims, née le 21 mai 1923 à Dallas (États-Unis) et morte le 22 décembre 2011 à McKinney (États-Unis), est une golfeuse professionnelle américaine.
Sadonnant au golf dès son plus jeune âge, elle est dans les années 1940 l'une des meilleures golfeuses américaines. Devenue professionnelle en 1949, elle intègre en 1950 le circuit LPGA dès sa création en tant que fondatrice où elle y est l'une des meilleures golfeuses du circuit dans les années 1950 en accumulant de nombreuses places d'honneur. Elle compte un succès professionnelle avec à l'Open d'Hardscrabble de 1953 (non-inscrit au calendrier LPGA cette année-là).